# Parc national de Keoladeo
Le parc national de Keoladeo ou le parc national de Keoladeo Ghana,  anciennement appelé sanctuaire des oiseaux de Bharatpur est situé dans l'État du Rajasthan en Inde.
On y trouve plus de 360 espèces d'oiseaux dont autrefois la très rare grue de Sibérie. Le parc a été inscrit au patrimoine mondial de l'UNESCO en 1985 ainsi qu'au titre de site Ramsar en 1981 pour l'importance de ses zones humides.

## Histoire
L'histoire du parc national est liée aux tentatives de protéger la ville de Bharatpur des inondations provoquées par les moussons, ainsi dès 1760, le maharaja local (État de Bharatpur) fait ériger la digue d'Ajan qui crée un lac artificiel. Le milieu humide généré par cet aménagement, appelé localement un ghana, devient un domaine de chasse royal particulièrement prisé pour la chasse aux canards. La zone est classée sanctuaire ornithologique en 1956, puis Parc national en 1982. Le parc national de Keoladeo est inscrit comme zone humide d'importance internationale, par la convention de Ramsar en 1981 et fait partie du registre de Montreux (en) depuis 1990 à cause du mauvais approvisionnement en eaux, de la mauvaise gestion du pâturage et de la présence d'espèces invasives comme Paspalum distichum.

## Gestion
Le site est protégé par la loi indienne : Wildlife (Protection) Act de 1972 et de l’Indian Forest Act de 1927. Il est géré par le département des forêts du Rajasthan.

## Géographie

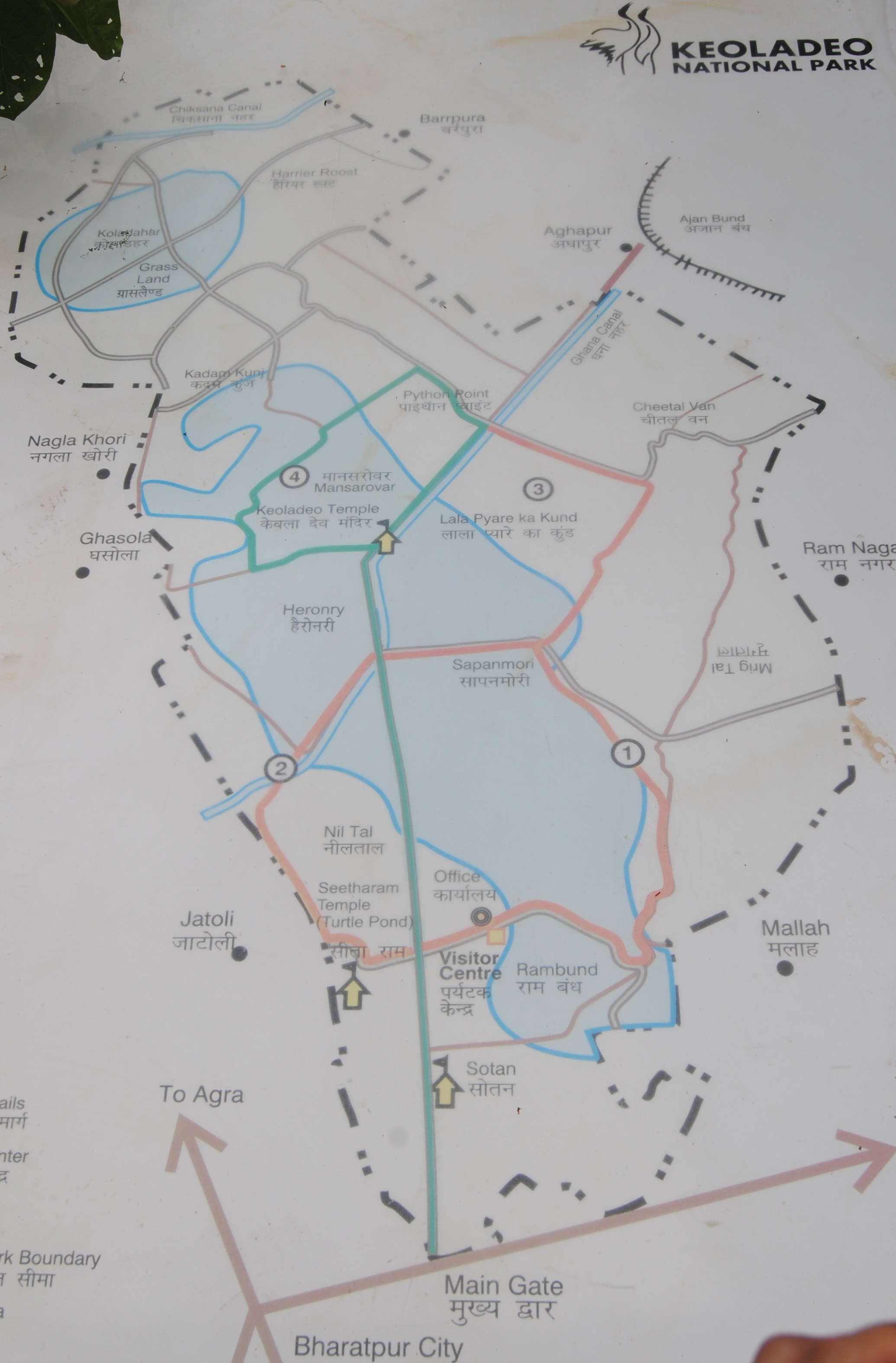
carte du parc national de Keoladeo

Le site est entièrement entouré par un mur de deux mètres de haut.
Les zones humides couvrent 12km² du parc national, elles sont alimentées par la rivière Chambal.

## Patrimoine naturel

### Biodiversité
La variété des écosystèmes du parc lui permet d'accueillir une flore très diversifiée avec 379 espèces recensées en 2017, les zones humides abritent plus de 96 espèces de plantes à fleurs notamment.
Le site compte en 2017, 34 espèces de mammifères. Huit espèces supplémentaires étaient présentes en 1966, mais ont disparu localement, entre autres l'antilope cervicapre. La population de sambar (cervus unicolor)  a connu, également, un fort déclin. À l'inverse le cerf axis, l'antilope nilgaut  ont vu leurs effectifs augmenter pendant les 25 dernières années. C'est aussi le cas du chacal doré.
Un inventaire mené entre 2010 et 2015 a recensé 37 espèces d'odonates dans le Parc, parmi lesquels 9 demoiselles, 22 espèces de Libellulidae et huit de Coenagrionidae.

### Flore
Autour des zones humides, la végétation est composée d'espèces xérophiles et semi-xérophiles principalement, les espèces dominantes sont Acacia nilotica, Prosopis cineraria (en), Salvadora oleoides (en), Capparis decidua and Capparis sepiaria.
Sur les pièces d'eau libre, des radeaux de végétation peuvent être observés.

### Avifaune

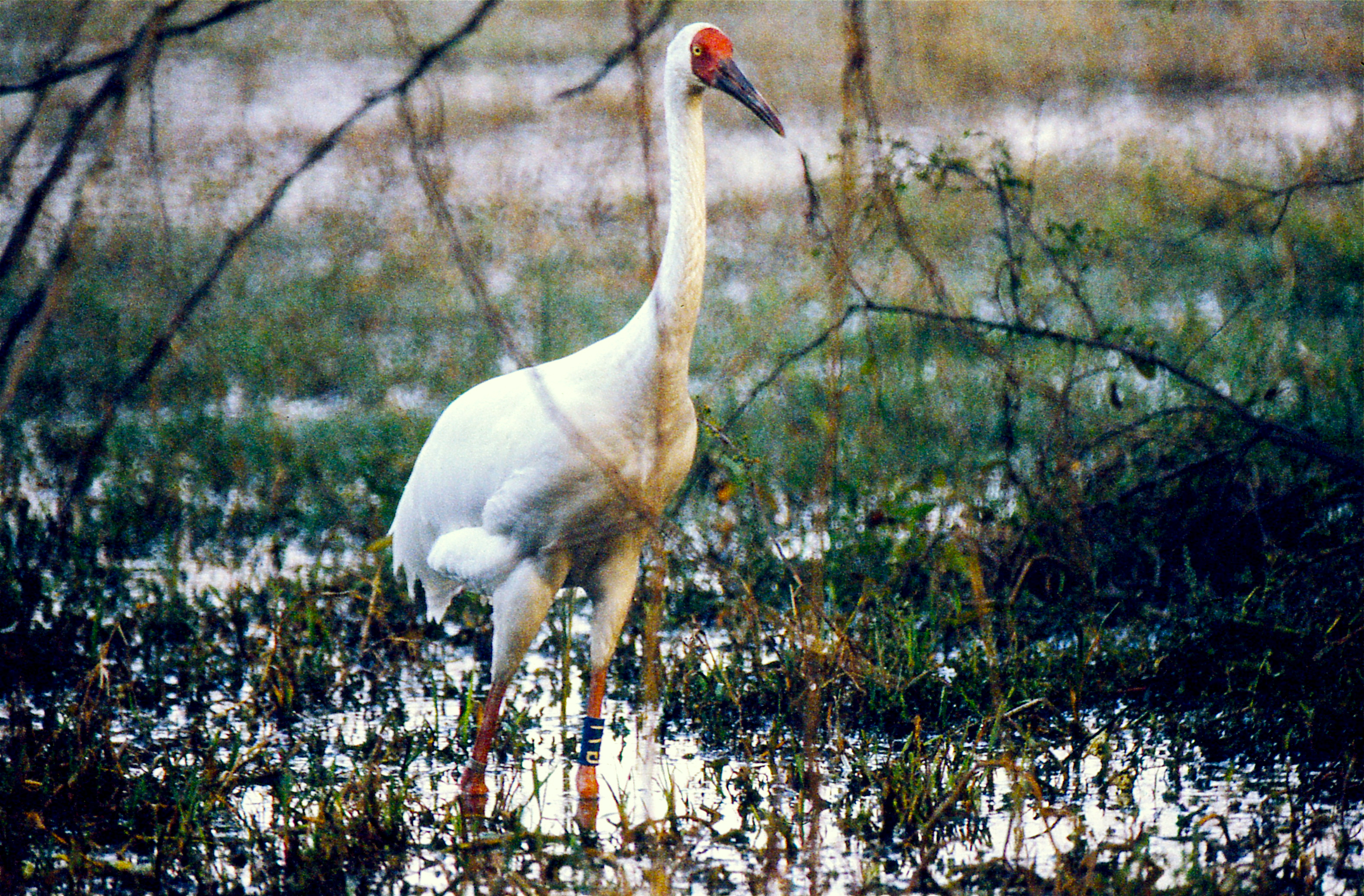
Grue de Sibérie
(Grus leucogeranus)

Le territoire du Keoladeo est considéré comme l'un des sites ornithologiques les plus importants à l'échelle mondiale, pour la nidification, l'hivernage et la migration, plus de 375 espèces (dont 115 nicheuses) y ont été recensées. Parmi les oiseaux qui visitent le parc, on peut noter la grue de Sibérie, en danger critique d'extinction, dont une population hivernait dans le Keoladeo. Les grues antigones, oies à têtes barrées, pélicans frisés et pouillots sibériens les accompagnent ainsi qu'une multitude de canards, cormorans et ibis. En été, au moment de la moussons, 17 espèces de hérons nichent dans les zones humides du parc national, on y observe également la parade nuptiale des tantales indiens.
La grue de Sibérie était recensée dans le parc jusqu'en 2001, dernière année où elle y fut observée. La disparition de l'espèce à Keoladeo serait révélatrice de l'extinction de la population dite « centrale » des grues de Sibérie, qui nichait en Sibérie occidentale, dans les marécages de l'Ob. La chasse intensive au lac Ab-e Istada, important point de passage des grues sur leur route migratoire, au sud de l'Afghanistan, est une explication donnée sur leur disparition.

### Espèces exotiques envahissantes
L'espèce exotique envahissante Prosopis juliflora dominait en 2015, en nombre d'individus, les communautés végétales du parc. La surface couverte par l'espèce en question a crû considérablement entre 1985 et 2015 que l'on considère les surfaces monospécifiques ou les fourrées ouverts à P.juliflora. Elle présente un risque important pour la conservation des espèces indigènes du Keoladeo.